# Грибан Віталій Григорович
Віталій Григорович Грибан (11 січня 1937- 28 квітня 2025) — український учений-фізіолог. Доктор біологічних наук, професор. Академік АН ВШ України з 1994 р.

## Біографія
Народився в с. Чернявка Червоноармійському району Житомирської обл. Закінчив Львівський зооветеринарний інститут (нині Львівський національний університет ветеринарної медицини та біотехнологій імені Степана Гжицького) у 1961 р. і Уральський педагогічний інститут ім. О. С. Пушкіна (нині Уральський гуманітарний університет) — у 1980 р. Кандидат біологічних наук (1970), доктор біологічних наук (1989). Вчене звання «доцент» присвоєно у 1972 р., «професор» — у 1990 р. Професор кафедри тактико-спеціальної підготовки Юридичної академії МВС України (м. Дніпропетровськ).

## Наукова діяльність
Наукові інтереси — вікова фізіологія та адаптація тварин, обмін речовин і енергії у тварин під впливом біологічно активних речовин, валеологія.
Розробляє науково обґрунтовані, екологічно безпечні системи використання біологічно активних речовин, переважно похідних гумусових кислот у комплексі з мінералами та вітамінами, для підвищення адаптаційної здатності тварин до умов технічного забруднення, профілактики захворювань та покращення продуктивності і якості продукції.
Автор понад 230 наукових праць, зокрема 2 монографій, 3 підручників, 7 науково-практичних рекомендацій, декількох навчальних посібників, типових навчальних програм, 3 авторських свідоцтв.
Підготував 12 кандидатів наук.

## Звання і нагороди
Заслужений працівник народної освіти України (1997). Нагороджений срібною та бронзовою медалями Виставки досягнень народного господарства СРСР, медаллю «Ветеран праці», Почесними грамотами Міністерства освіти і науки України, Міністерства агропромислової політики України.